# Judite da Bretanha
Judite da Bretanha ou Judite de Rennes (982 — 16 de junho de 1017) foi duquesa consorte da Normandia como a primeira esposa de Ricardo II da Normandia. Através do filho Roberto, o Magnífico, foi avó do rei Guilherme, o Conquistador.

## Família
Ela era filha do conde Conan I de Rennes, e duque da Bretanha e de Ermengarda de Anjou. 
Seus avós paternos eram Judicael Berengário, conde de Rennes e esposa de nome desconhecido. Seus avós maternos eram Godofredo I de Anjou e Adela de Meaux.
Judite teve quatro irmãos, entre eles: Godofredo I da Bretanha, sucessor do pai; Judicael, conde de Porhoët; Catualão, abade de Redon, e Hurnodo.

## Biografia
Seu irmão Godofredo se casou com Avoise da Normandia, filha de Ricardo I da Normandia e de Gunora de Crépon, e Judite se casou com o irmão dela, o duque Ricardo II. A cerimônia ocorreu no Monte Saint-Michel, na Baixa Normandia, em 1000.
A duquesa Judite morreu em 16 de junho de 1017, e foi enterrada na Abadia de Bernay, a qual ela fundou em 1013.

### Descendência
O casal teve seis filhos:
- Alice da Normandia ou Adelaide (1000 - após 7 de julho de 1030) foi esposa de Reinaldo I de Borgonha, conde da Borgonha, com quem teve filhos;
- Ricardo III da Normandia (1001 – 6 de agosto de 1027) foi sucessor do pai como duque, marido de Adela de França, com quem teve filhos;
- Roberto I da Normandia (1010 - 3 de julho de 1035) sucessor do irmão. Teve dois filhos com Arlete de Falaise: Adelaide da Normandia e o rei Guilherme, o Conquistador, responsável pela Conquista normanda da Inglaterra.
- Leonor da Normandia ( 1011/13 - após 1071) condessa de Flandres como esposa de Balduíno IV. Foi mãe de Judite de Flandres, Condessa da Nortúmbria e duquesa da Baviera;
- Guilherme (m. 5 de dezembro de 1025) abade de Fécamp, na Alta Normandia;
- Matilde, morta em 1033.